# Genista versicolor
Espèce
Classification phylogénétique
Synonymes
- Genista baetica Spach[1]
- Genista versicolor subsp. pumila[1]

Genista versicolor est une espèce de plantes à fleurs de la famille des Fabaceae. C'est un arbrisseau trouvé dans la Péninsule Ibérique. 

## Description
Genista versicolor est un arbrisseau qui atteint une taille de 30 à 70 cm de hauteur, d'aspect poudreux, parfois étiré jusqu'à 1 m (comme dans le cas des plantes protégées des herbivores), dressé et au tronc bien défini, peu épineux. Les branches sont variées, alternes, souvent très foliacées ; les tiges se terminent par une épine. Les feuilles sont alternes, unifoliolées, stipulées. Les fleurs sont axillaires, souvent entourées de feuilles solitaires ou géminées. La corolle est jaune en anthèse. Le fruit est oblong ou fusiforme, avec deux graines ovoïdes, légèrement aplaties, vert foncé ou brunes.

## Répartition
On le trouve dans les buissons de haute montagne, dans les substrats schisteux, à une altitude de 1 600 à 2 500 m au sud de la péninsule Ibérique, dans la Sierra Nevada et les montagnes de la sierra de Baza et de la sierra de los Filabres.

## Écologie
La fruit a pour parasites Coleophora brunneosignata (en) et Exapion compactum. La feuille a pour parasites Heterogynis paradoxa (en), Phyllonorycter staintoniella, Uromyces genistae. La tige a pour parasites Phyllonorycter baetica (en).